# Alberto Teta Lando
Alberto Teta Lando (Mbanza Kongo, província del Zaire, 2 de juny de 1948 - París, 14 de juliol de 2008) fou un músic angolès d'ètnia bakongo
La seva música es va centrar en la identitat angolesa, en la guerra civil del país, en l'enyorança dels exiliats angolesos, així com en l'amor de joventut i la família. Va parlar i cantar tant en portuguès com en kikongo. Fou president de la União Nacional dos Artistas e Compositores (UNAC) que després de la seva mort va crear en homenatge seu el Premi d'Art "Alberto Teta Lando". Va morir de càncer a París.

## Cançons
- Kinguibanza (Kimbundu) (1964)[1]
- Um assobio meu[1]
- Negra de carapinha dura[1]
- Angolano segue em frente[1]
- Reunir[1]

## Discografia
- Esperanças Idosas[1]
- Memórias[1]